# Солодовка (Волгоградська область)
Солодовка (рос. Солодовка) — село у Ленінському районі Волгоградської області Російської Федерації.
Населення становить 389 осіб. Входить до складу муніципального утворення Царевське сільське поселення.

## Історія
Село розташоване у межах українського історичного та культурного регіону Жовтий Клин.
Згідно із законом від 14 лютого 2005 року № 1004-ОД органом місцевого самоврядування є Царевське сільське поселення.

## Населення
| 2010 |
| ---- |
| 389  |